# Чешские братья
Чешские братья (нем. Böhmische Brüder; чеш. Jednota bratrská, лат. Unitas Fratrum), Община богемских братьев, также моравские братья и гернгутеры — христианская евангелическая деноминация, основанная в Чехии (в Богемии) в XV в. после гуситского революционного движения, из остатков гуситов. Основой богословия чешских братьев стали идеи Яна Гуса и Петра Хельчицкого.
Название гернгутеры появилось в начале XVIII века в Германии, когда на землю, купленную сыном саксонского министра графом Николаем Цинцендорфом, начали прибывать духовные носители идеи богемских братьев и сторонники других преследуемых религиозных движений (в частности анабаптистов). Новое поселение было названо Гернгут, потому сама община стала именоваться «гернгутской братской общиной». Традиционно название гернгутеры применяется лишь к тем наследникам чешских братьев, которые живут в Германии или являются выходцами из Германии. Для чешских братьев в самой Чехии и Моравии это название не используется.

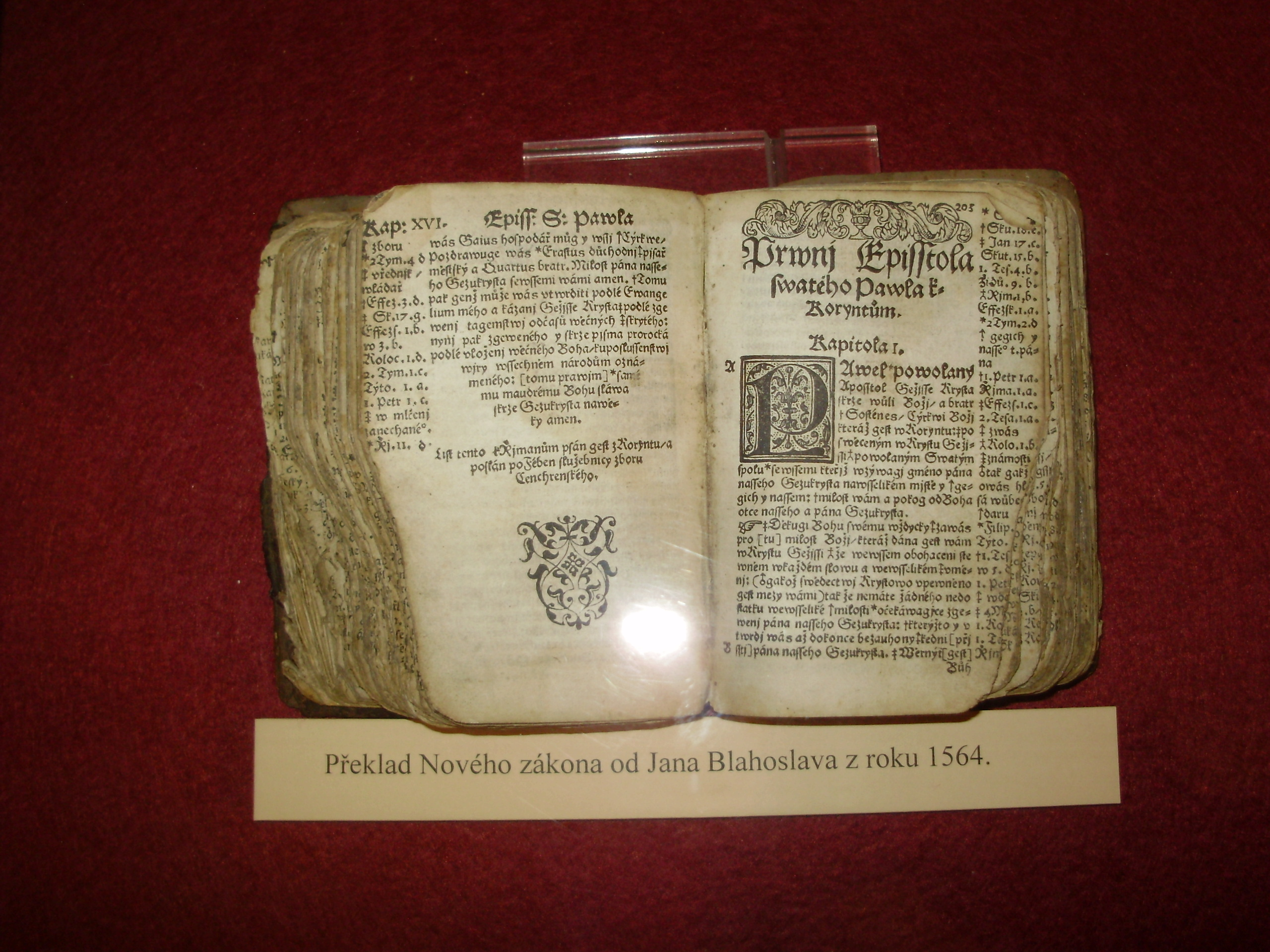
Новый завет, переведённый на чешский язык Яном Благославом в 1564 году.

## История
Первая община чешских братьев основана в 1457 году в Кунвальде (чеш. Kunvald) Ржегором. Братья жили по примеру ранних христиан в бедности и смирении, строго придерживаясь правил морали. Правилами братства было запрещено занимать любые должности, братья проповедовали непротивление злу насилием. Из среды Богемских братьев вышло много чешских учёных: Ян Благослав, Ян Амос Коменский и др.
Своими сочинениями («Сеть веры») Пётр Хельчицкий приобрёл себе многих приверженцев, называвшихся братьями Хельчицкими, которые под руководством бывшего францисканского монаха Грегора, племянника утраквистского епископа Рокицаны, образовали вместе с остатками таборитов и более строгими каликстинцами (чашниками) самостоятельную религиозную общину. В 1457 г. ими была основана в отведённой им королём Йиржи Подебрадом деревне Кунвальде колония, где они нашли в священнике Михаиле Брадаче энергичного борца за своё дело. Новая община получила название Unitas fratrum, братское единение, а члены её именовались fratres legis Christi, братья Христова закона или просто — Братья. Преследуемые правительством, они в 1467 в деревне Хотке (близ Рейхенау) совершенно отреклись от католической церкви и избрали по жребию трёх старшин, рукоположённых в епископы жившим в Австрии епископом вальденсов Стефаном. С тех пор они жили в пустынях и пещерах (отсюда данное им в насмешку прозвище «пещерники»; ср. Пещерники-еноховцы), но строгостью нравов и братским единением приобретали всё больше последователей, так что ко времени Реформации у них было около сотни своих молелен. Представленное ими в 1532 г. маркграфу Георгу Бранденбургскому и в 1535 г. королю Фердинанду Исповедание веры расположило в их пользу даже Лютера.
За отказ сражаться против протестантов в Шмалькальденской войне они были изгнаны Фердинандом из Австрии. После подавления Пражского восстания сословий 1547 года деятельность чешских братьев на территории Чешского королевства была запрещена несколькими королевскими мандатами и начались открытые репрессии против общины. Около 1000 человек в 1548 году переселилось в Пруссию, где герцог Альбрехт отвёл им для местожительства Мариенвердер. В 1570 они заключили с польскими лютеранами и реформатами Сандомирское соглашение, в силу которого на них были потом распространены льготы Диссидентского мира 1572 г. В Богемии они добились терпимости в силу так называемой Чешской конфессии (Confessio Bohemica) 1575 года, то есть Исповедания веры, выработанного ими сообща с другими евангелическими церквами страны.
После поражения восстания чешских сословий 1618—1620 годов и несчастного для протестантов исхода богемской войны, Чешские братья были полностью разгромлены, выгнаны из Богемии и Моравии и расселились в разных странах. 

### Гернгутеры
Граф Цинцендорф, давший в 1722 году многим из чешских братьев (фактически, немецких беженцев из Богемии) убежище в своём саксонском поместье (регион Обер-Лаузитц) и разрешивший основать посёлок Гернгут (Хернхут, Herrnhut), до некоторой степени снова восстановил братскую общину. С 1737 года Цинцендорф становится епископом общины, получив посвящение от гуситов, но оставшись в лютеранском исповедании и признав истинность Аугсбургского исповедания. В настоящее время Цинцендорф почитается как лютеранин и автор принятых в лютеранстве духовных песен. Гернгутеров отличало гусито-лютеранское исповедание и коммунальный способ ведения хозяйства. 
Общины богемских братьев (гернгутеров) возникали в различных местах Германии, Нидерландов, Великобритании, Дании, Швеции, в США, и даже в Гренландии. Гернгутерские проповедники действовали в Валахии, Алжире и Цейлоне, среди индейцев в Северной Америке.
После издания Екатериной II манифеста о приглашении в Российскую империю иностранных колонистов, гернгутеры одними из первых основали в 1765 году свою колонию в Сарепте (Царицынский уезд Саратовской губернии; сейчас Красноармейский район г. Волгограда).
После смерти в 1817 году проповедника Генриха Штиллинга-Юнга гернгутеры из Вюртемберга и Баварии добились особого разрешения у Александра I на поселение в Закавказье, поскольку Штиллинг-Юнг утверждал, что Второго пришествия следует ожидать за Кавказом, у горы Арарат. Почти девять тысяч членов общин, распродав имущество, отправились на восток, но менее половины из них добрались до Измаила, остальные погибли в пути. Некоторые из них осели в Бессарабии и вблизи Одессы, однако около 500 семей продолжили путь в Закавказье. К 1819 году они образовали несколько колоний в Грузии близ Тифлиса и одну колонию в Азербайджане.
Особенности учения гернгутеров, кроме требования чистоты апостольской жизни, заключались в сохранении семи таинств, в признании только духовного причастия и в отвержении спасения одной верой. Присяга, военная и государственная служба отвергалась ими как несогласные с Нагорной проповедью. Церковное устройство их тоже было основано на Священном Писании: проповедью и причастием заведовали пресвитеры (ministri), тогда как надзор за церковным благочинием находился в руках епископов (episcopi или semores). Внутренними делами общины заведовали синоды.

## Современное положение
В настоящее время Чешская провинция общины Чешских братьев включает в себя около 3000 членов, объединённых в 24 собрания (сбора) и другие миссионерские организации, при некоторых из которых действуют начальные и библейские школы.